# Овсяники (Московская область)
Овсяники — деревня в Рузском районе Московской области, входит в состав сельского поселения Ивановское. Население 54 человека на 2006 год. До 2006 года Овсяники входили в состав Ивановского сельского округа.
Деревня расположена на северо-западе района, у границы с Волоколамским районом, примерно в 12 километрах к северо-западу от Рузы, на северном берегу Рузского водохранилища, на шоссе 46К-9191 Волоколамск — Руза, высота центра над уровнем моря 201 м. Ближайшие населённые пункты — примыкающее на юге Акатово и Ведерники — в 1,5 км на северо-запад.